# Tikinmul
Tikinmul es una localidad del estado mexicano de Campeche. Es parte del municipio de Campeche.

## Toponimia
El nombre «Tikinmul» proviene de los términos en maya tikin, seco; mul, cerro. Su significado es «cerro seco».

## Demografía
| Gráfica de evolución demográfica |
|                                  |

| Censo | Población |
| ----- | --------- |
| 1921  | 69        |
| 1930  | 84        |
| 1940  | 189       |
| 1950  | 344       |
| 1960  | 501       |
| 1970  | 372       |
| 1980  | 872       |
| 1990  | 1 151     |
| 2000  | 1 429     |
| 2010  | 1 663     |
| 2020  | 2 029     |